# Božo Kovač
Božo Kovač, slovenski novinar, * 22. oktober 1935, Podkum, † 31. januar 2025.
Bil je glavni urednik Dnevnika (1973–78), direktor televizijskih programov RTV Ljubljana (1978–82), direktor beograjskega časopisa Borba (1982–86) in glavni urednik Dela (1986–92).
Leta 2004 je soustanovil politično društvo Forum 21 in postal tajnik tega političnega društva.
Njegova žena je bila mladinska pisateljica Polonca Kovač, sin publicist, založnik in profesor knjigarstva Miha Kovač, vnukinja pa antropologinja in aktivistka Nika Kovač.

## Odlikovanja in nagrade
Leta 2002 je prejel srebrni častni znak svobode Republike Slovenije z naslednjo utemeljitvijo: »za požrtvovalno delo v dobro slovenske države«.